# Bjørnevatn
Bjørnevatn (skoltsamisch Kuõbǯǯjäu’rr, nordsamisch Guovžajávri, kvenisch Kruuvakylä) ist eine Ortschaft in der norwegischen Kommune Sør-Varanger in der Provinz (Fylke) Finnmark. Der Ort hat 2574 Einwohner (Stand: 1. Januar 2024).

## Geografie
Bjørnevatn ist ein sogenannter Tettsted, also eine Ansiedlung, die für statistische Zwecke als eine städtische Siedlung gewertet wird. Bjørnevatn liegt am See Bjørnevatnet, etwa zehn Kilometer südlich von Kirkenes. Über den Fylkesvei 8850 ist der Ort an das norwegische Straßennetz angeschlossen.
Am Südostrand von Bjørnevatn befindet sich die stillgelegte Eisenerzgrube Sydvaranger Gruve. Von 1909 bis 1997 und von 2009 bis 2016 waren die Mine und der Ort durch die Sydvarangerbane mit dem Hafen von Kirkenes verbunden.

## Geschichte
Im Jahr 1944 lebten in den Gruben der Gemeinde etwa 3500 Menschen, die von den Kämpfen rund um die Befreiung der Finnmark zwangsevakuiert wurden. Am 25. Oktober 1944 wurden sie von der Roten Armee befreit und der damalige Fylkesmann Peder Holt aus Bjørnevatn regierte bis zum vollständigen Abzug der deutschen Besatzung am 8. Mai 1945 die bereits befreite Ostfinnmark.